# Омильне
Оми́льне — село в Україні, у Житомирському районі Житомирської області. Входить до складу Романівської селищної громади. Населення становить 47 осіб.

## Історія
У 1906 році колонія Романівської волості Новоград-Волинського повіту Волинської губернії. Відстань від повітового міста 56 версти, від волості 5. Дворів 33, мешканців 199.